# Синхай

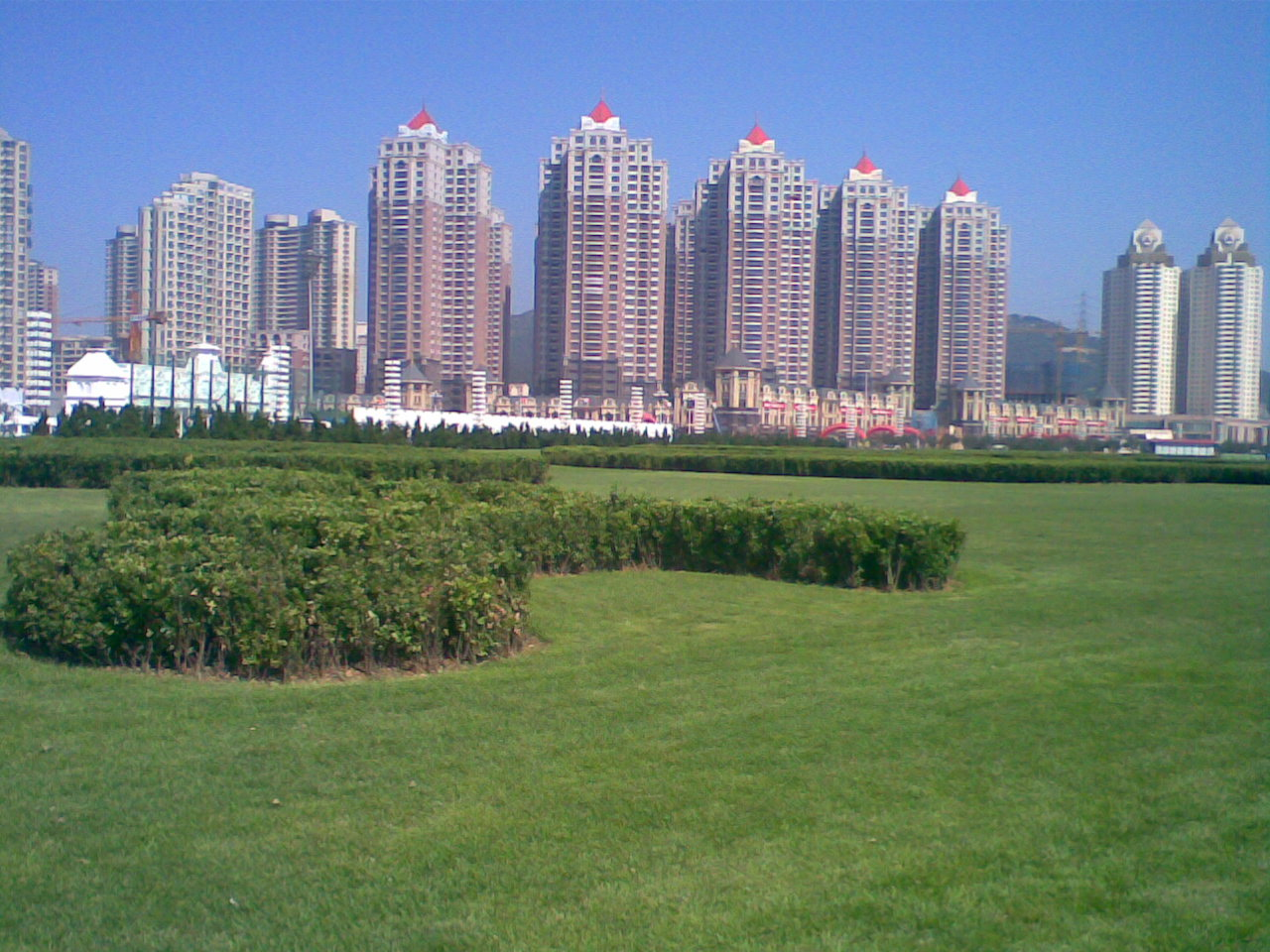
Площадь Синхай

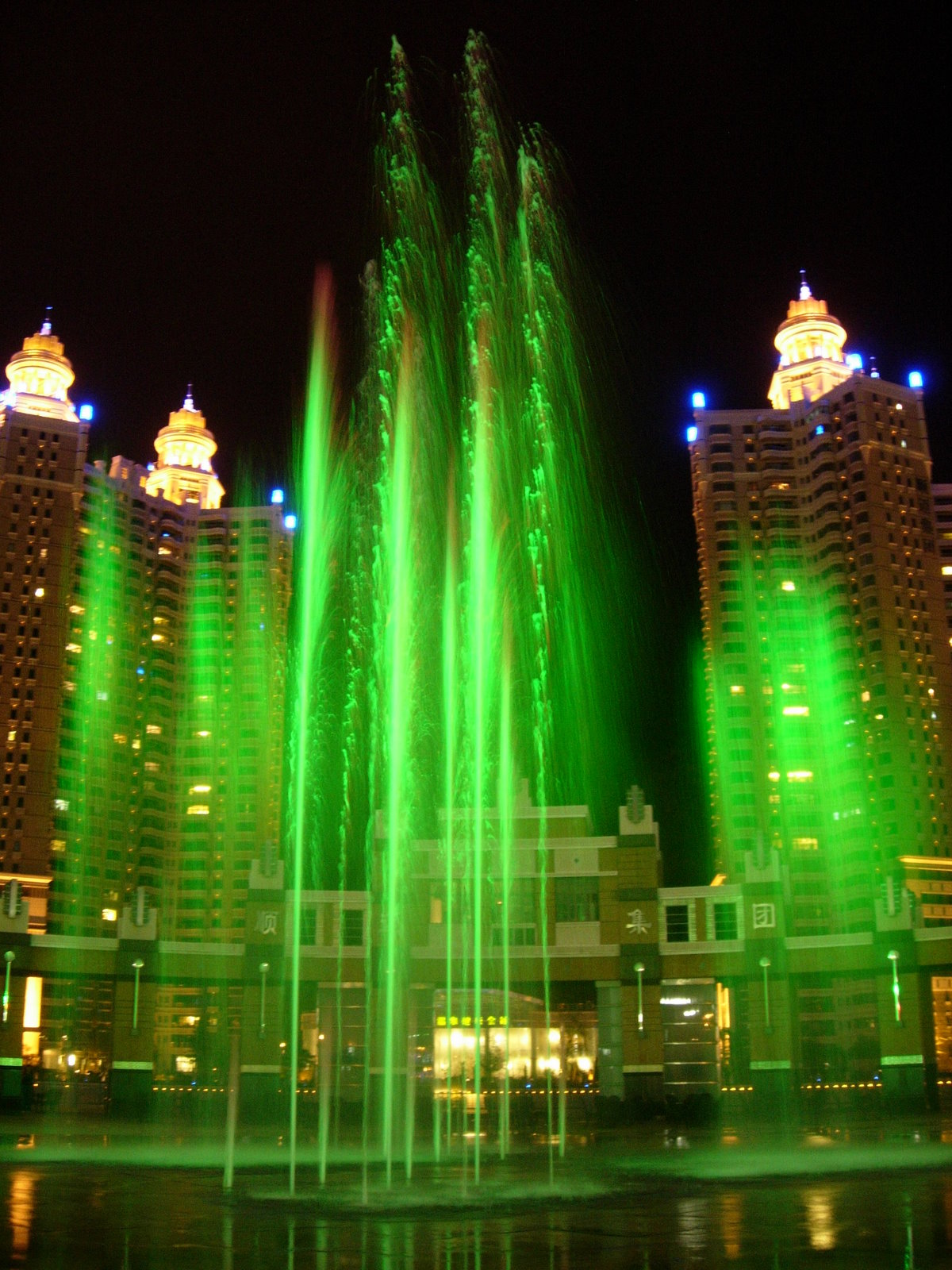
Музыкальный фонтан на площади Синхай

Синхай (Синхай Гуаньчань, кит. упр. 星海广场, палл. Xīnghǎi Guǎngchǎng, буквально: «Звёздное море») — площадь в городе Даляне, Китай. Расположена на севере залива Даляньвань. Её площадь равна  1.1 млн м², что делает её крупнейшей городской площадью на Земле.
Площадь Синхай была построена в 1994 году в память о возвращении Гонконга под суверенитет Китая. Её центр оформлен в виде звезды и украшен беломраморной китайской церемониальной колонной хуабяо (высотой 19.97 м и диаметром 1.997 м) и девятью огромными китайскими треножниками.
Ежегодно в конце июля — начале августа, в течение 10 дней, на площади Синхай проходит Международный пивной фестиваль.

## Галерея

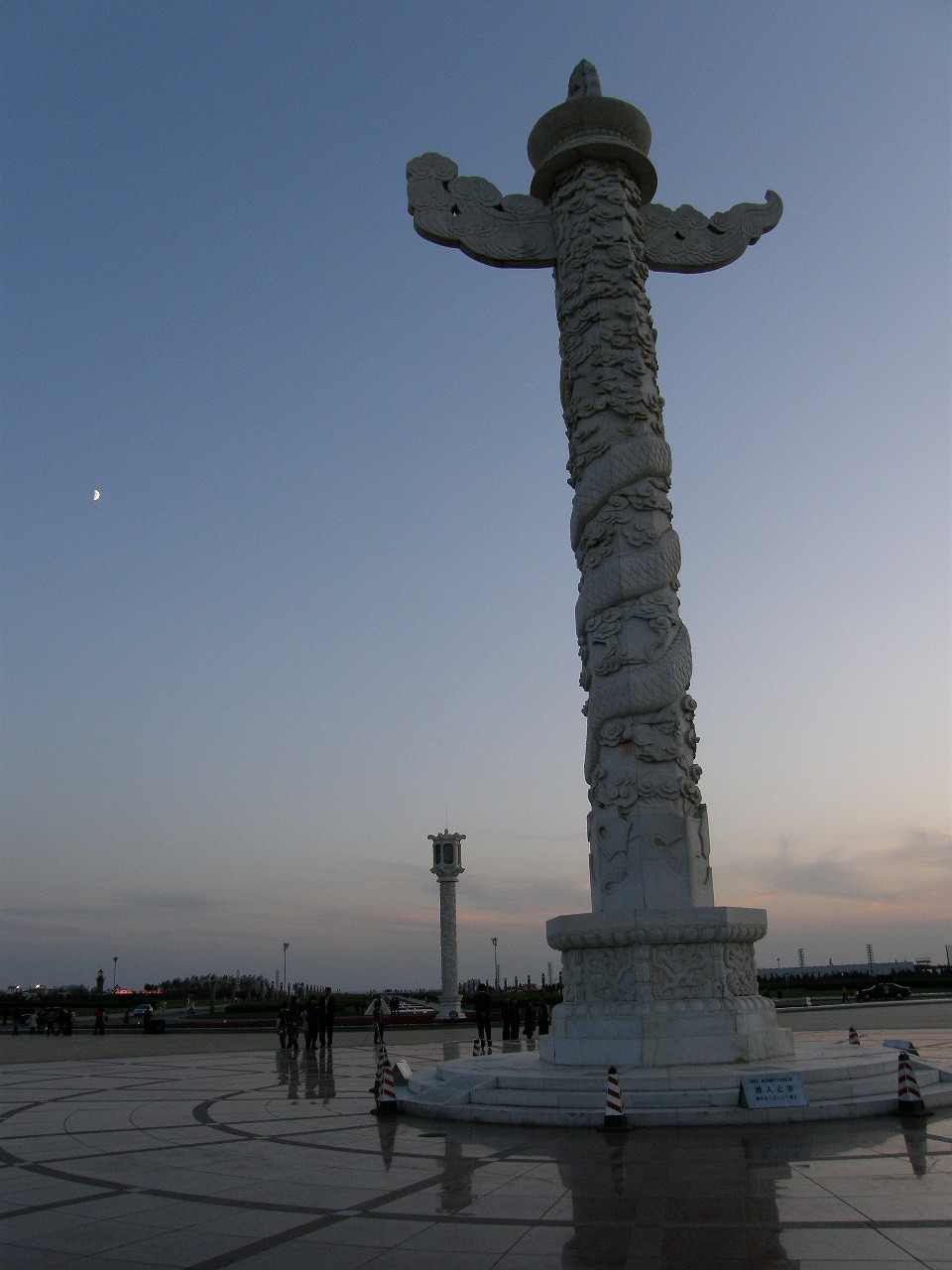
Хуабяо в центре площади Синхай
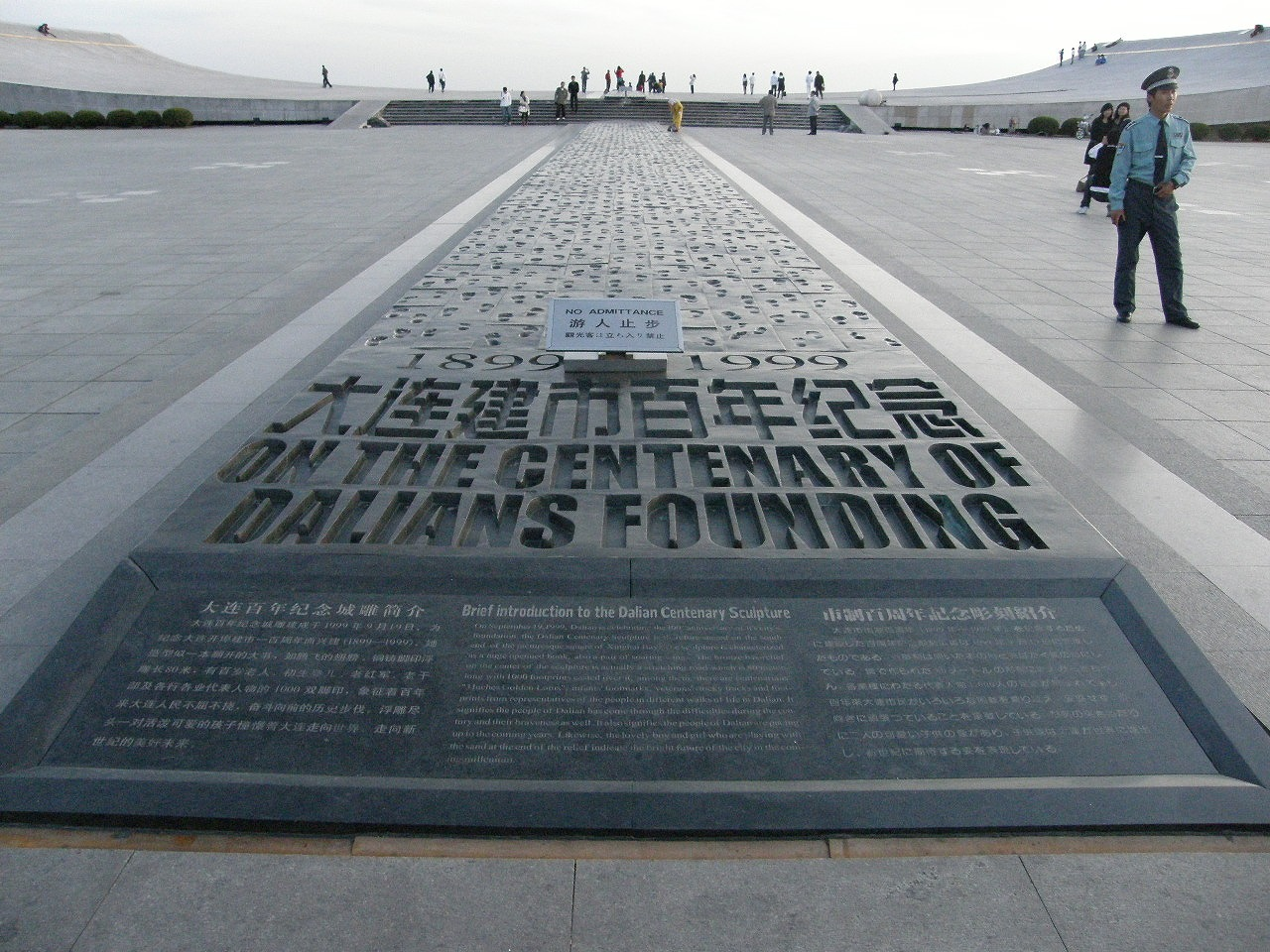
Синхай
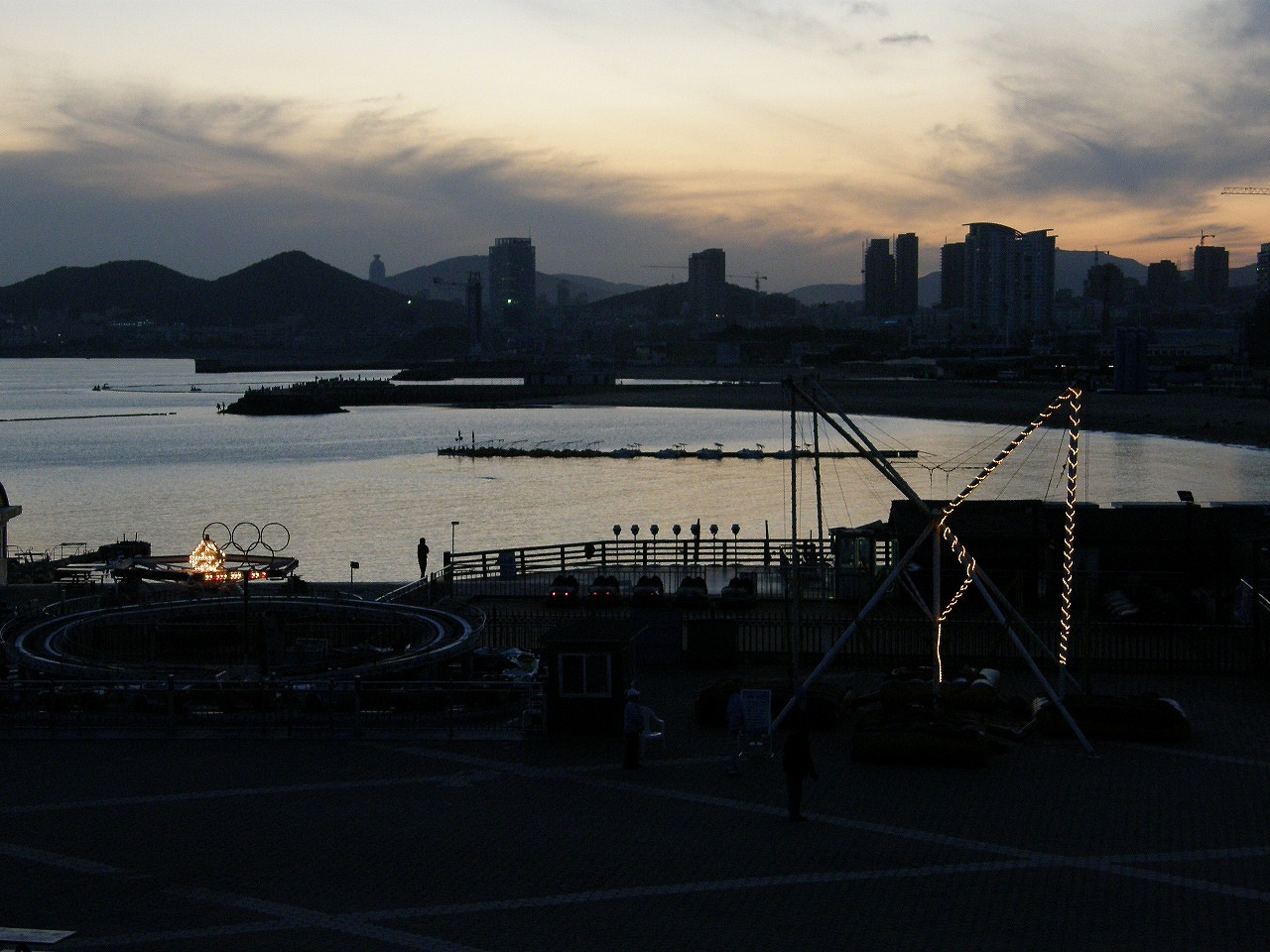
Синхай
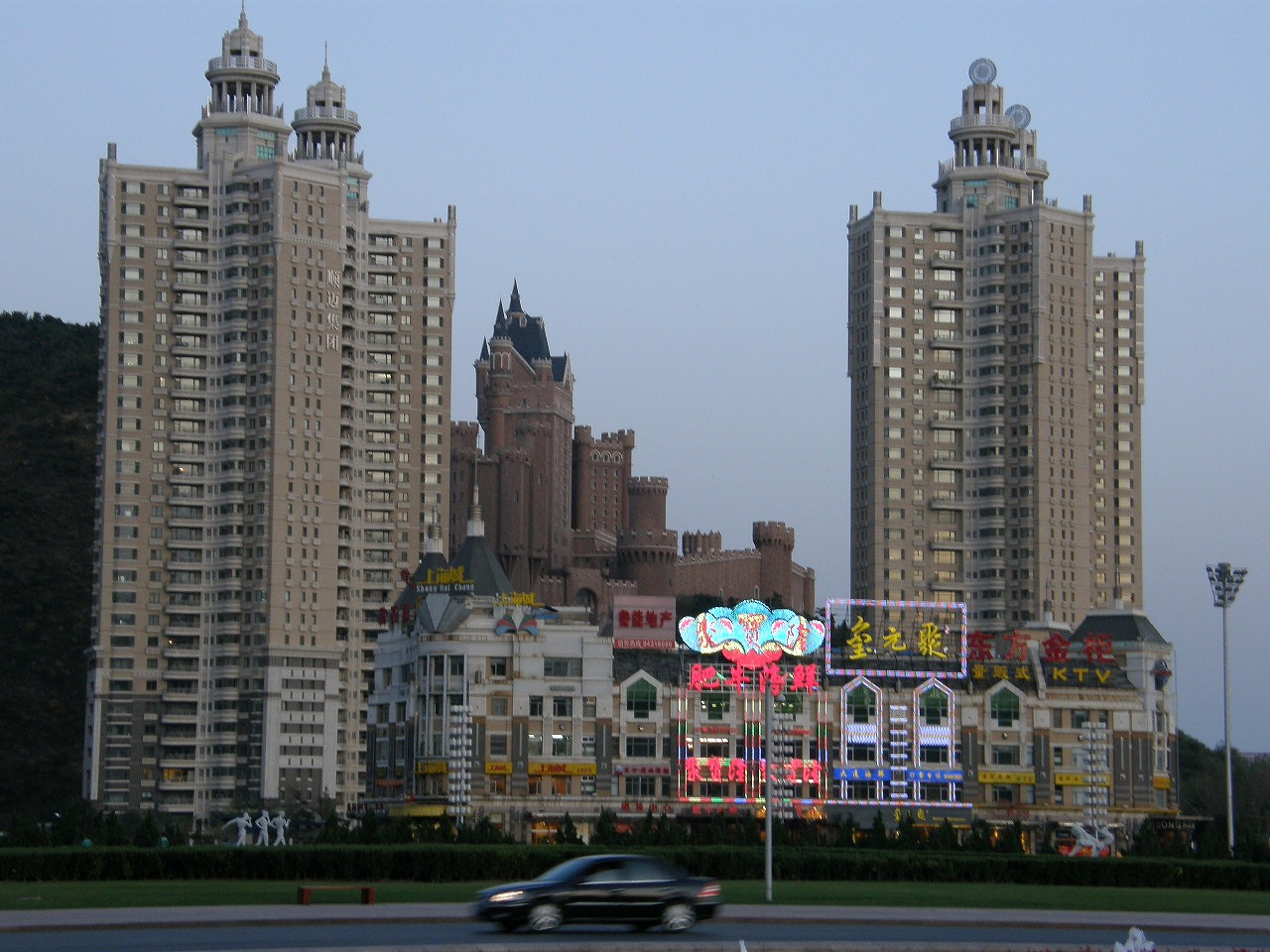
Восточный край площади
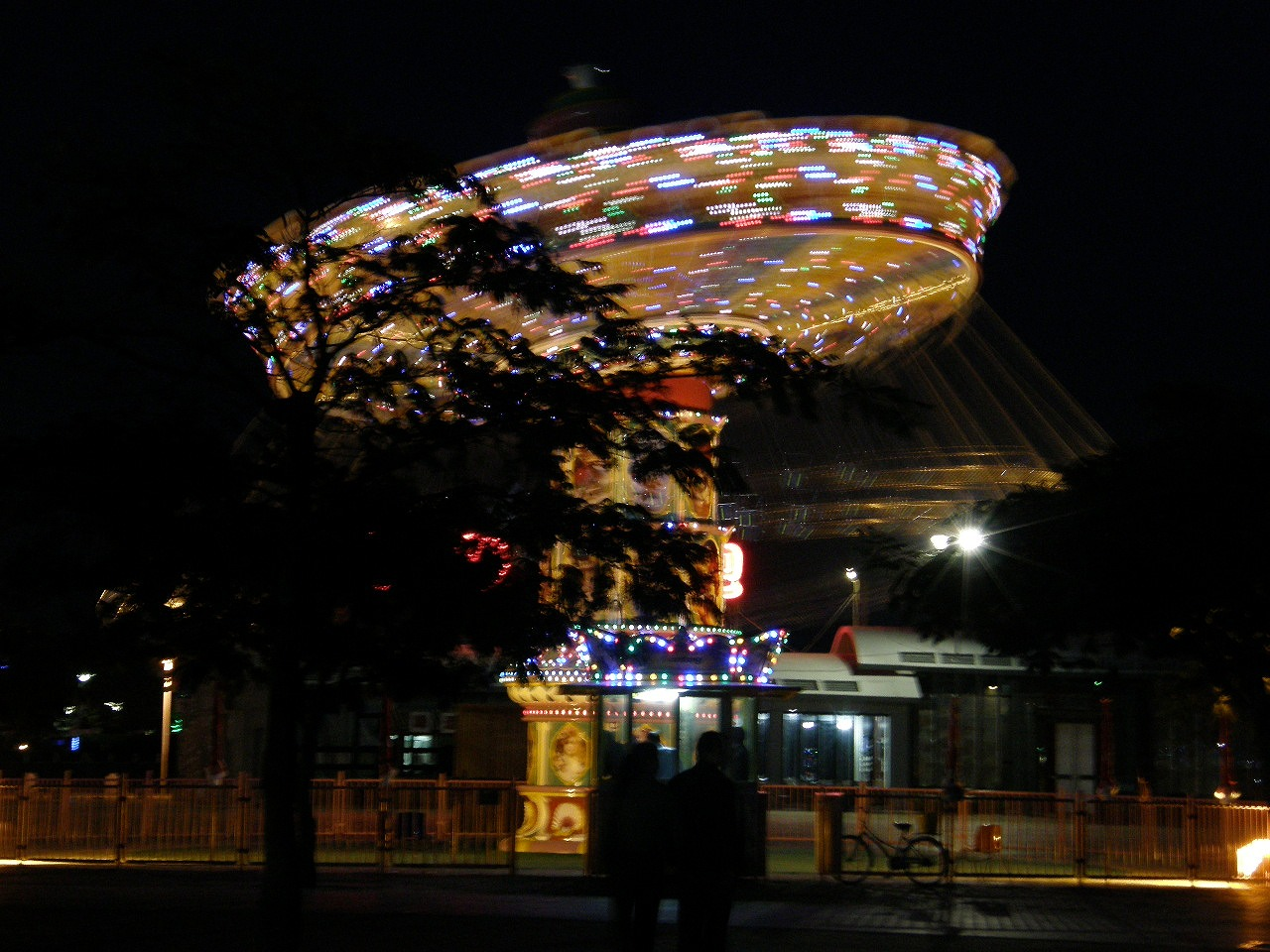
Парк площади Синхай
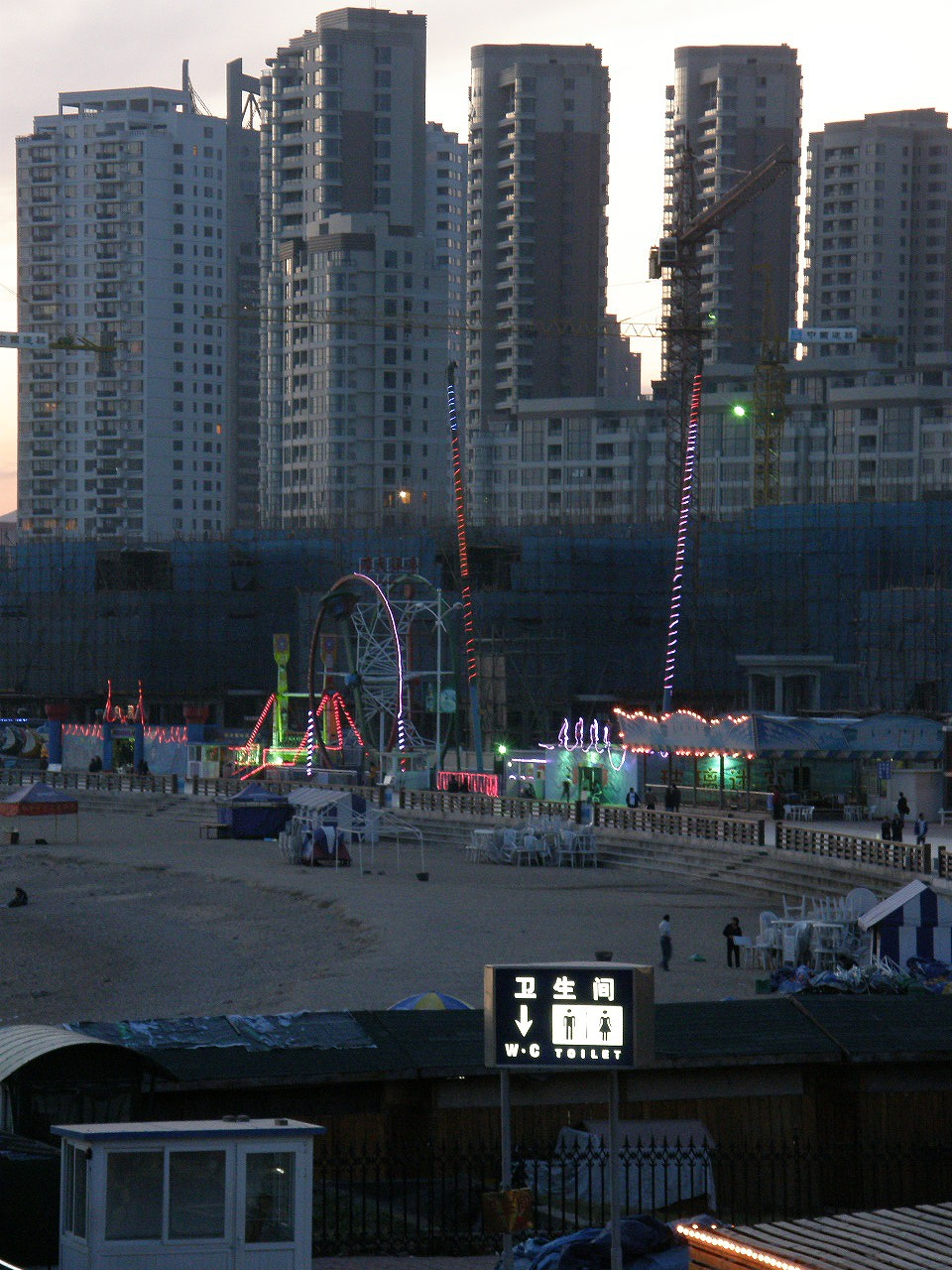
Окружение площади Синхай